# Trompeterstein

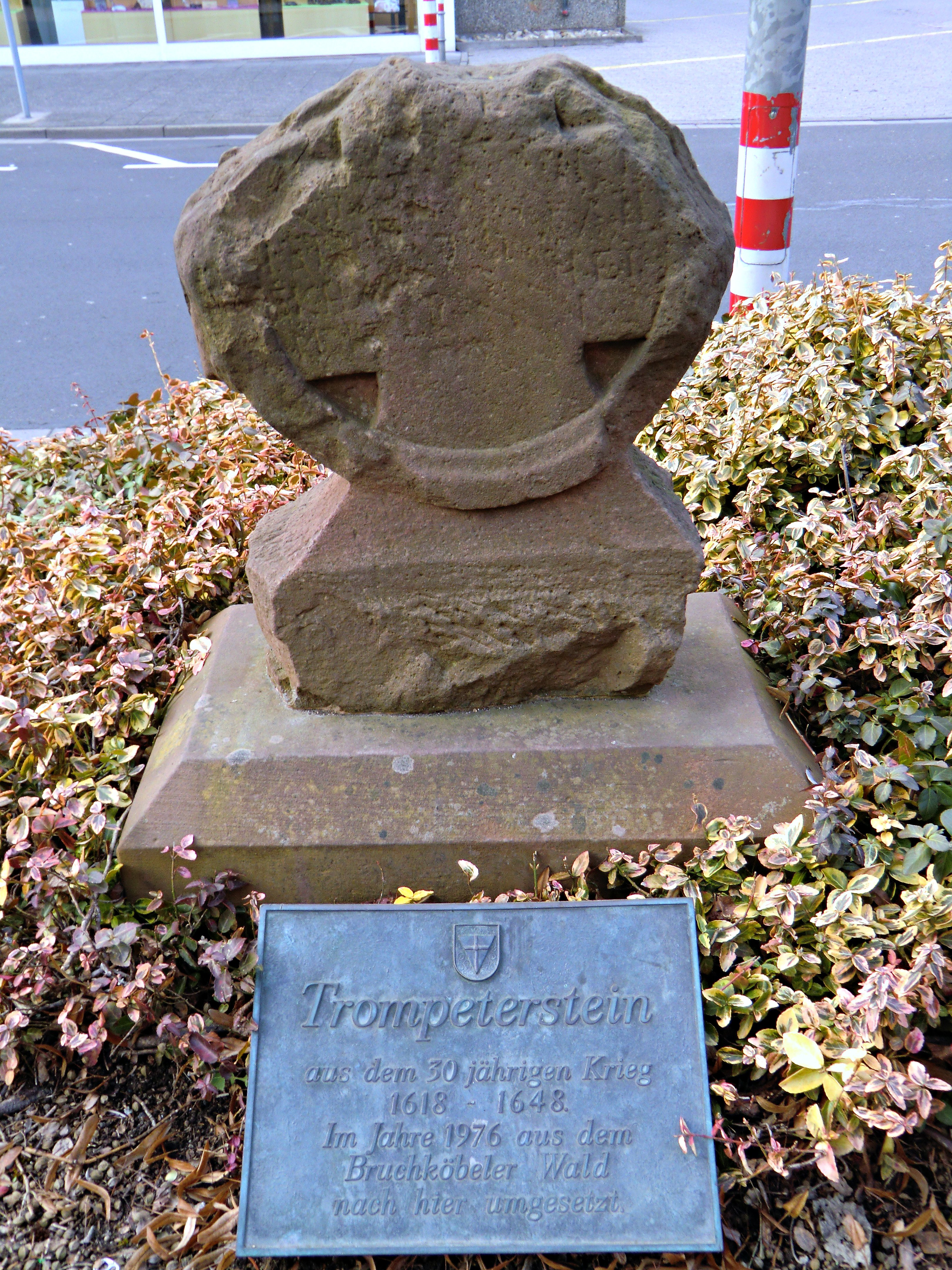
Der Trompeterstein

Der Trompeterstein ist ein Kreuzstein in der Stadt Bruchköbel im Main-Kinzig-Kreis im deutschen Bundesland Hessen. Das Flurdenkmal aus dem 17. Jahrhundert ist ein aus Rotem Mainsandstein gearbeiteter Gedenkstein in Form eines Scheibenkreuzes mit Sockel.

## Geschichte
Der Trompeterstein stammt aus dem Dreißigjährigen Krieg (1618–1648). Er wurde im Jahr 1976 von seinem  Standort im Bruchköbeler Wald am Freizeitgelände Dicke Eiche an seinen heutigen Standort am Inneren Ring bei der Einmündung Kellereigasse im Stadtgebiet umgesetzt. Ursprünglich war der Stein im Bereich der heutigen Kirlesiedlung, einem südlichen Stadtteil von Bruchköbel aufgestellt gewesen. Eine vor dem Stein angebrachte Gedenktafel informiert kurz über dessen Geschichte. Die auf dem Kreuz eingravierte Inschrift ist wegen starker Verwitterung und anderen Beschädigungen nicht mehr lesbar. Eine lokale Legende berichtet, dass der Stein von Bruchköbeler Bürgern gestiftet wurde – zum Gedenken an einen Militärtrompeter, der im Jahr 1635 bei der Belagerung von Bruchköbel die Anwohner mit seinem Trompetensignal vor heranrückenden feindlichen Truppen warnte und dabei selbst ums Leben kam.